# Alexander-von-Humboldt-Nationalpark
Der Alexander-von-Humboldt-Nationalpark (spanisch Parque Nacional Alejandro de Humboldt) ist ein Naturschutzgebiet im Osten Kubas, das im Biosphärenreservat Cuchillas del Toa liegt. Der Nationalpark wurde nach dem deutschen Naturforscher Alexander von Humboldt benannt, der die Insel 1800 und 1801 besuchte. Im Jahr 2001 wurde das biologisch einzigartige Gebiet vom Welterbekomitee zum UNESCO-Weltnaturerbe erklärt. Ziel des Parks ist es, die Pflanzen- und Tierwelt Ostkubas zu erhalten. Die Artenvielfalt gehört mit geschätzten 1800–2000 Arten zu den größten weltweit, sie ist beispielsweise deutlich größer als die der Galápagos-Inseln. Etwa 70 bis 80 % der Arten des Parks sind dabei endemisch. Der Nationalpark gilt als wichtigstes biologisches Refugium der Karibik und wurde in die Kategorie II der IUCN eingeordnet. Demnach handelt es sich um ein Schutzgebiet, bei dem neben dem Schutz der Biodiversität und des Ökosystems auch das Naturerlebnis gefördert werden soll.

## Geographie

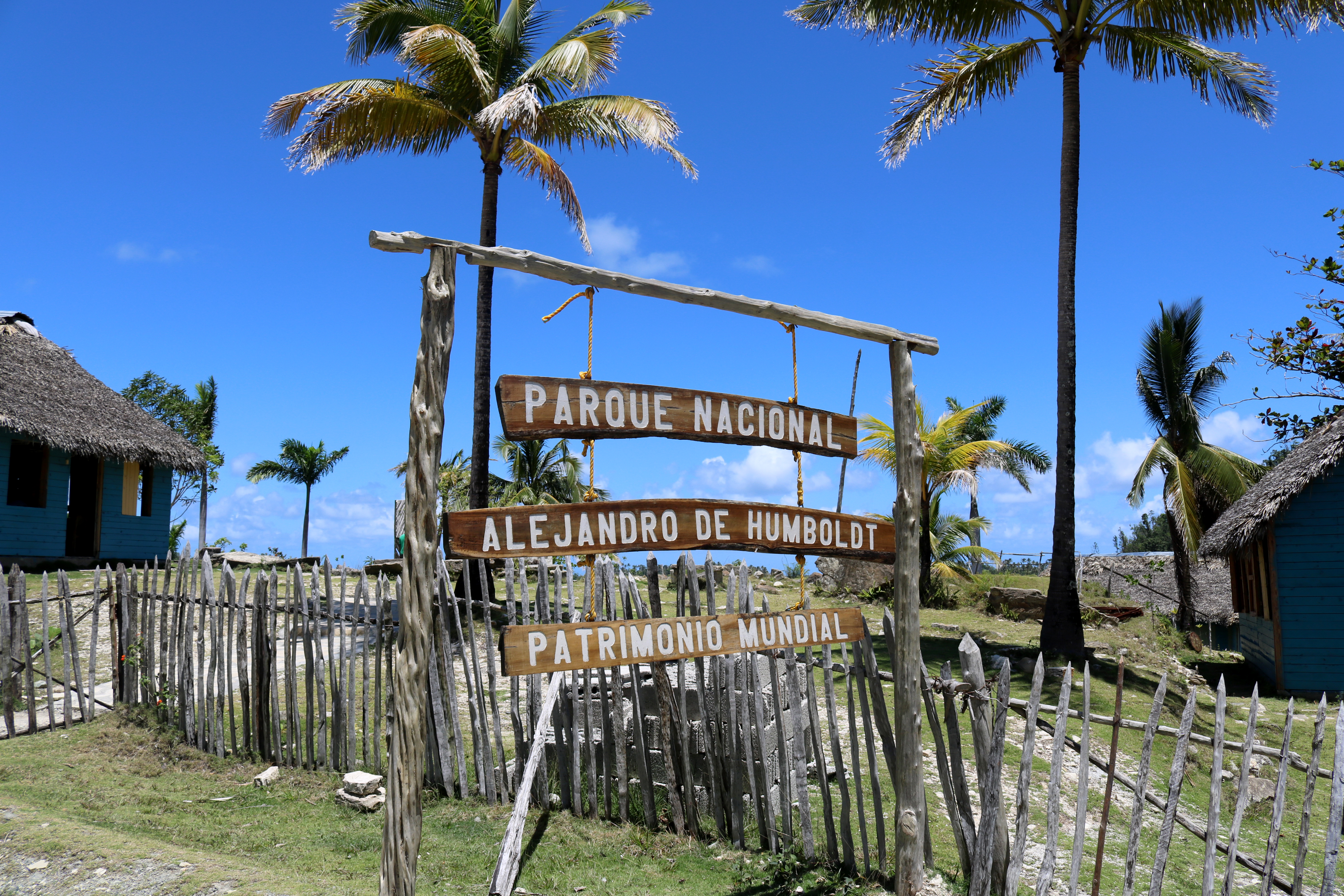
Eingang zum Besucherzentrum des Nationalparks

### Lage
Der Nationalpark erstreckt sich über weite Teile der Provinzen Holguín und Guantánamo und umfasst sowohl terrestrische als auch marine Gebiete. Er erstreckt sich über eine Länge von 50 km in den Sagua-Baracoa Bergen, 30 km nordöstlich der Stadt Guantánamo. Im Norden wird er vom Atlantik begrenzt, im Osten durch den Río Nibujón, im Süden durch den Río Jiguaní und im Westen durch den Río Cupey.

### Fläche
Der Nationalpark erstreckt sich auf eine Fläche von 706,8 km² (70.680 Hektar). Davon sind 684 km² Land und 23 km² Meer. Dort leben mehr als 1200 verschiedene Tierarten und über tausend verschiedene Pflanzenarten, von denen mehr als 80 % endemisch sind. 2250 Hektar entfallen auf marine Flächen. Der Park ist in vier Sektoren unterteilt und wird von einer 500 m breiten Pufferzone umgeben.

### Geologie
Auf dem Gebiet des Nationalparks befindet sich die Sagua-Baracoa-Gruppe, einer der ältesten Gebirgszüge Kubas der in der späten Kreidezeit bzw. im frühen Tertiär entstanden ist. Der Gebirgszug besteht im Wesentlichen aus Resten der vor 40 Millionen Jahren gehobenen ozeanischen Kruste. Die dominierenden Gesteine sind vulkanische und Tiefengesteine wie Serpentinit und mafische Minerale wie Gabbro. In den Küstenebenen sind Tone und Sumpfsedimente vorherrschend.
Die Gebirge des Parks sind treppenartig ausgebildet und erreichen Höhen von 200 bis etwa 1100 m. Die höchste Erhebung ist der Pico El Toldo mit 1175 m. Die Mehrzahl der Abhänge sind mit Winkeln von 18 bis 35° steil abfallend. Zahlreiche Flüsse zergliedern den Gebirgszug und folgen dabei oftmals tektonischen Grenzen (z. B. Río Jaguani). Die größeren Flüsse bilden tiefe Täler und schmale Canyons.
Die Küstenlinie ist von kleineren Buchten gegliedert, die Strände sind meist langgezogene Sandstrände. Allerdings existieren auch einige steinige Strandabschnitte mit Grotten und Höhlen. Der Küste vorgelagert sind Barriereriffe, Küstenriffe und kleinere Inseln (z. B. Cayo del Medio).
Erosion tritt im Nationalpark aufgrund der bewaldeten Flussufer meist nur begrenzt und unter anderem in Form von Tiefenerosion auf.
Zahlreiche Flüsse durchqueren den Nationalpark oder entspringen dort. Sein bedeutendster Fluss ist der Río Jaguani. Außerdem birgt der Park das ausgeprägte Feuchtgebiet, an dem der Río Toa, der wasserreichste Fluss Kubas, seine Quelle hat. Dessen mittlerer jährlicher Abfluss wurde an der Station El Aguacate mit durchschnittlich 31,5 m³/s beziffert. Das Wasser vieler Flüsse besitzt Trinkwasserqualität.
Die Bodengruppe der Roterden macht mit 81,4 % den Hauptanteil der Böden im Nationalpark aus. Eine untergeordnete Rolle spielen braune Böden (9,4 %) und Rohböden (7,5 %). Sehr selten anzutreffen sind hydromorphe und alluviale Böden.

## Geschichte

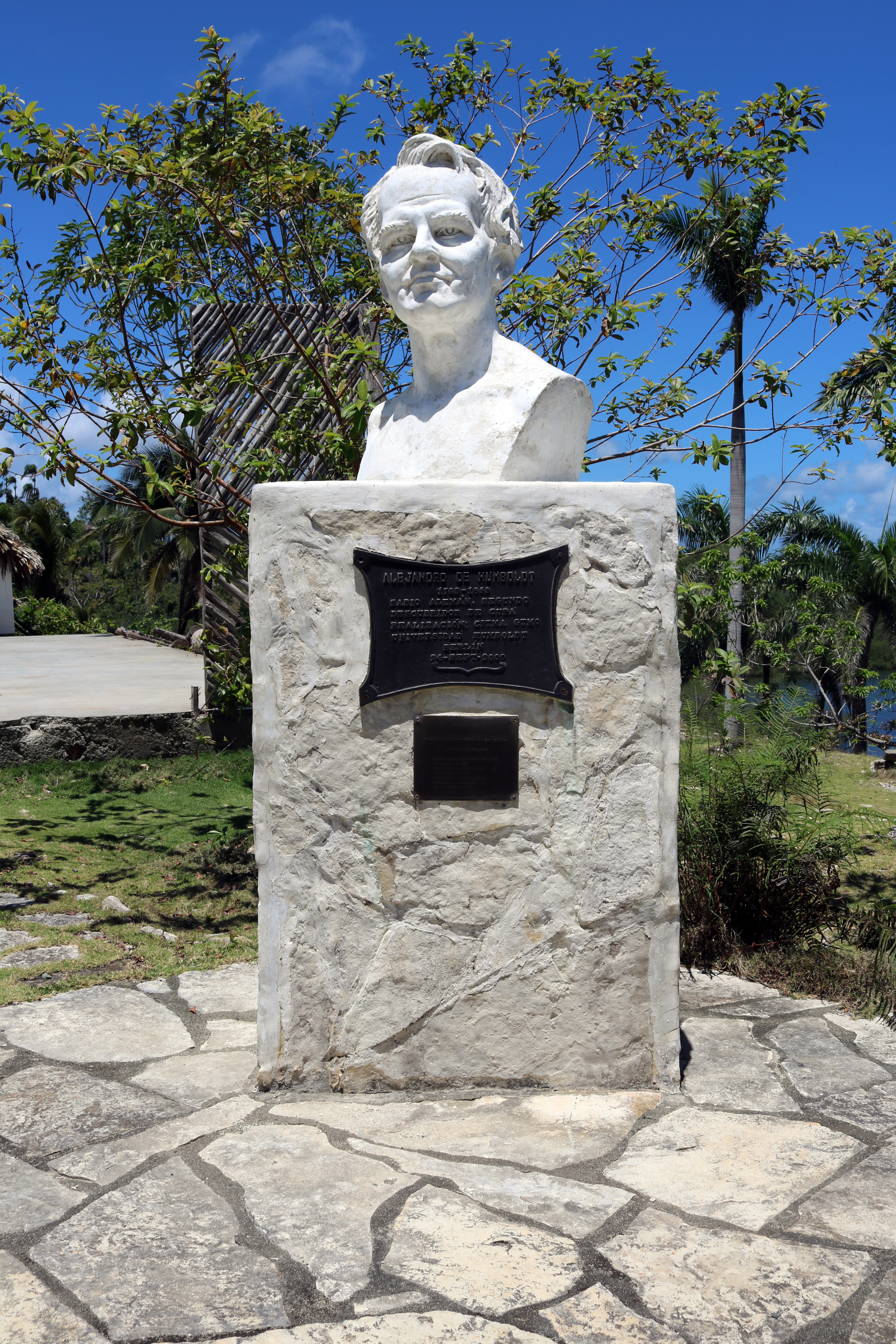
Statue von Alexander von Humboldt beim Besucherzentrum des Nationalparks

Die ersten gesetzlich verankerten Schutzgebiete in der Region des Gebirgszugs Sagua-Baracoa waren die 1963 gegründeten Reserva Natural Cupeyal del Norte (10.260 Hektar) und Reserva Natural Jaguani. Nachdem der Kubanische Elfenbeinspecht im März 1987 von den Biologen Giraldo Alayón und Alberto R. Estrada zum letzten Mal gesichtet worden war, begannen Planungen für ein umfangreiches Naturschutzgebiet. Im Jahr 1991 erklärte das Landwirtschaftsministerium ein etwa 6.000 Hektar großes Gebiet bei Ojito de Agua zum Schutzgebiet. Die UNESCO erhob im Jahr 1987 ein 127.500 Hektar großes Gebiet in der Mitte des Gebirgszuges Nipe-Sagua-Baracoa zum Biosphärenreservat Cuchillas del Toa.
Im Jahr 1995 wurde der Gebirgszug vom kubanischen Ministerrat zum Gebiet für eine Nachhaltige Entwicklung erklärt.
Im selben Jahr erfolgten auch die Planungen zur Gründung eines Nationalparks. Hauptprobleme hierbei waren die große Fläche des Gebiets und das komplette Fehlen von Infrastruktur und Kommunikationsmöglichkeiten im Gelände. Das Gebiet wurde in vier Sektoren unterteilt und man begann mit der Errichtung des Besucherzentrums im Sektor Ojito de Agua.
Durch internationale Kooperation konnten schließlich die erforderlichen Mittel für den Unterhalt eines solchen Projekts bereitgestellt werden und es wurden zahlreiche Maßnahmen zur Erosionskontrolle, Brandbekämpfung und Aufforstung durchgeführt. 1996 erfolgte die vorläufige Gründung des Nationalparks. Seit 2001 erhält der Park die Unterstützung des WWF und der Vereinten Nationen. Im selben Jahr wurde auch die Gründung des Nationalparks per Gesetz bestätigt und eine 500 m umfassende Pufferzone um den Park angelegt. Im Dezember 2001 wurde der Nationalpark von der UNESCO-Kommission als Naturerbe der Menschheit anerkannt.

## Bevölkerung
Es gibt keine genauen Zahlen zur Bevölkerung innerhalb des Parkgebiets und der Pufferzone, die Angaben schwanken zwischen 3700 und 6000. Innerhalb des strengen Schutzgebietes leben weniger als 2000 Menschen. Rund 60 % der Einwohner sind Bauern oder in der Forstwirtschaft tätig. Die ansässige Bevölkerung ist meist eng mit dem Schutzgebiet verwurzelt, was für die Entwicklung des Nationalparks von Vorteil ist. Alle Orte innerhalb des Parks verfügen über eine Grundschule und eine Praxis eines Familienarztes. Die Versorgung der Bevölkerung erfolgt teilweise autonom, teilweise über das rudimentäre Straßennetz. Seit einiger Zeit werden auch kleine Flugzeuge eingesetzt, um die Einheimischen mit Tageszeitungen zu beliefern.
Nachdem in den 1980er Jahren eine Abwanderung der Bevölkerung aus dem Gebiet des Nationalparks aufgrund der schlechten Infrastruktur einsetzte, wurde im Jahr 1986 durch verschiedene Maßnahmen wie höhere landwirtschaftliche Abnahmepreise ein Programm zur Entwicklung der Region in Gang gesetzt. In zahlreichen Workshops wird die Bevölkerung des Nationalparks heute für Umweltthemen sensibilisiert und bekommt Hilfe beim Aufbau einer ökologischen Landwirtschaft. Nachhaltigkeit, Ernährungssouveränität und gesunde Ernährung sind Ziel des Programms. Schulklassen der einheimischen Bevölkerung und anderer Orte Kubas veranstalten regelmäßig Exkursionen im Park.

## Klima

### Temperatur
Im Nationalpark herrscht ein typisch tropisches Tageszeitenklima unter ständigem Einfluss der Passatwinde vor.
An der Nordküste bei Baracoa beträgt die Jahresdurchschnittstemperatur 24 bis 26 °C. Allgemein nimmt die Temperatur in Richtung des Landesinneren leicht ab. Der kälteste Monat ist der Januar mit einer mittleren Lufttemperatur von 19,3 °C. Wärmster Monat ist der Juli mit durchschnittlich 27,4 °C.

### Niederschlag
Im Kerngebiet des Nationalparks herrscht ein Jahresniederschlag von bis zu 3650 mm (Station El Aguacate). Richtung Südwesten nehmen die Niederschlagswerte deutlich ab. Die Cuchillas de Toa im Westen des Parks weisen einen Jahresniederschlag von 2000 mm auf. An der Nordküste, bei Baracoa, werden durchschnittliche Jahresniederschläge von 1800 bis 2000 mm erreicht.
Die Station El Aguacate registrierte 207 Tage mit Niederschlag pro Jahr, die Station La Melba 204 Tage. Zusätzlich zu den Niederschlägen erhöht sich die Feuchtigkeit in der Region durch häufigen Nebel und Tau. Die meisten Niederschläge konzentrieren sich in den Höhepunkten der Regenzeit, im Mai und im Juni. Die gesamte Regenzeit dauert von Mai bis Oktober.

### Luftfeuchtigkeit
Zur Mittagszeit (13 Uhr) beträgt die durchschnittliche Luftfeuchtigkeit an der Nordküste 70–75 %. In den Bergländern im Hinterland von Baracoa werden 75–80 % erreicht, in den Gipfelbereichen mehr als 80 %. In den südlichen Gebieten beträgt die Luftfeuchtigkeit 65–70 %.
In den Morgenstunden (7 Uhr) liegt die durchschnittliche Luftfeuchtigkeit in jedem Gebiet etwa 10–15 % über den mittäglichen Werten.
An der Nordküste herrscht eine durchschnittliche Verdunstung von 1800 bis 2000 mm/a. In den anderen Teilen des Parks ist sie etwas niedriger.

### Windverhältnisse und Extremereignisse
Die Hauptwindrichtung wird durch den Passatwind bestimmt und ist daher Nord-Ost. Seewinde können tagsüber die Windverhältnisse an der Küste verstärken. Besonders in den Sommermonaten ereignen sich klimatische Extremereignisse wie Starkregen, Gewitter und Stürme. Auch ist das Gebiet potentiell von tropischen Hurrikanes bedroht. Zuletzt verwüstete der Hurrikan Ike 2008 das nahe gelegene Baracoa.

## Flora

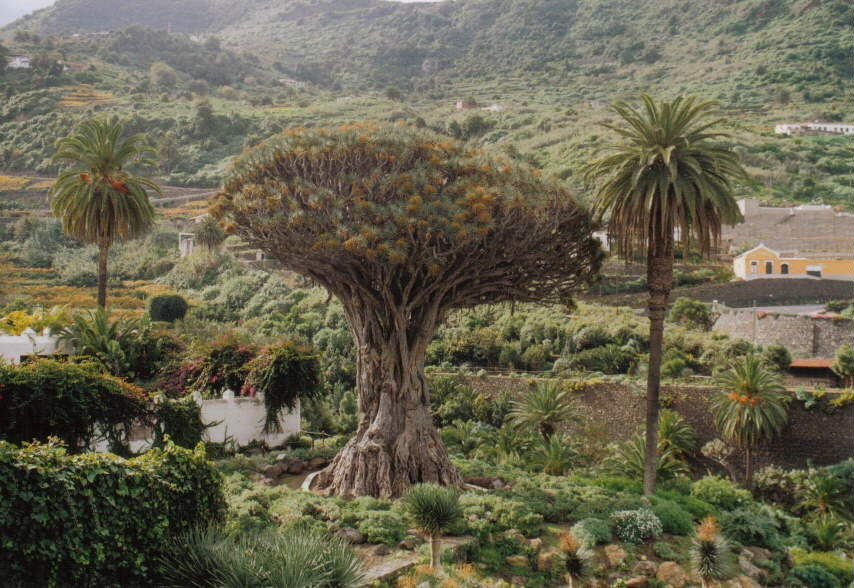
Ein Drachenbaum (nicht aus Kuba). Die im Nationalpark vorkommende Art ist endemisch.

Kuba ist Teil der Neotropis, des artenreichsten Pflanzenreichs der Erde. Aufgrund seiner enormen Größe, Höhenunterschiede, landschaftlichen Diversität und seines komplexen geologischen Aufbaus konnte sich im Nationalpark eine in der Karibik einzigartige Vielfalt von Ökosystemen und endemischen Spezies in Flora und Fauna entwickeln. Von der Meeresküste mit seinen Mangrovenwäldern und vorgelagerten Riffen bis hin zu dem 1.175 m hohen Gipfel des „El Toldo“ umfasst der Nationalpark alle wichtigen Landschaftselemente der Region. Allein der Gebirgszug Sagua-Baracoa gilt als wichtigster Ausgangspunkt der Evolution in der Karibik.
Unter der Erdoberfläche lagern zahlreiche für Pflanzen toxische Gesteine. Um überleben zu können, mussten sich die Pflanzen an diese lebensfeindlichen Bedingungen anpassen. Ein einzigartiger Evolutionsprozess hat zur Entwicklung unzähliger neuer Spezies geführt. Mit seinem Artenreichtum ist der Nationalpark heute einer der bedeutendsten Orte für die Erhaltung der einheimischen Flora. 95 % der Nationalparkfläche sind bewaldet. 16 der 28 natürlichen Vegetationsformen Kubas sind im Gebiet des Parks vertreten. Auch stellt der Park eine der größten zusammenhängenden Flächen tropischen Regenwalds im gesamten Karibikraum dar, mehr als die Hälfte des Nationalparks ist mit Regenwald bedeckt.
Die bedeutendsten Vegetationszonen des Parks sind der sklerophylle Regenwald, auch als niedriger Nebelwald bekannt (35,9 %), der submontane Regenwald (23,1 %), Kiefernwald (22,5 %), immergrüner Wald (7,8 %) und xeromorpher Buschwald auf Serpentinit (6,8 %). Des Weiteren gibt es auf unbedeutenderen Flächen viele weitere unterschiedliche Vegetationszonen wie beispielsweise Mangrovenwald und Tieflandregenwald.
Die unvollständige Florenliste für den Nationalpark umfasst 1.302 unterschiedliche Arten von Samenpflanzen, wovon 905 endemisch sind (69,5 %), darunter 150 lokalendemische Arten. Das ist die für Kuba größte Konzentration endemischer Flora und eine der weltweit größten. Wichtige Vertreter der endemischen Flora sind die xeromorphen Buschwälder, der kubanische Drachenbaum Dracaena cubensis, Bonnetia cubensis und Spathelia wrightii.
Mindestens 75 essbare Pflanzenarten werden von den Menschen, die in unmittelbarer Umgebung des Parks leben, genutzt, vor allem in der traditionellen Küche und Medizin. Sie werden überwiegend in den lokalen Gärten angebaut.

## Fauna

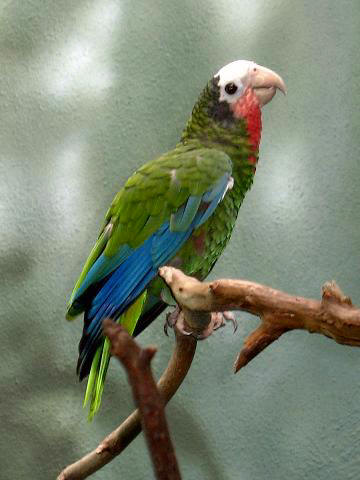
Die im Park beheimatete endemische Kubaamazone

Das Territorium des Nationalparks ist ein wichtiges Rückzugsgebiet für zahlreiche gefährdete Vertreter der kubanischen Fauna. Bedeutend ist die Vielzahl an endemischen Wirbel- und wirbellosen Tieren, deren Evolution auf dem Gebiet des Nationalparks stattgefunden hat. Mindestens 30 % der Säugetiere, 21 % der Vögel, 83,3 % der Reptilien, 95,8 % der Amphibien und 27,7 % der Insekten sind lokale oder nationale Endemiten. Viele von ihnen stehen auf der Roten Liste gefährdeter Arten.
Wichtige Vertreter der endemischen Fauna sind beispielsweise der Ritteranolis, der Tocororo, die Kubaamazone, die Kuba-Schneckenweihe und das Monte-Iberia-Fröschchen. Auch der kleinste Vogel der Welt, die Bienenelfe, ist im Park beheimatet. Sie wird nur etwa 5 cm groß und wiegt weniger als zwei Gramm.
Der Nationalpark ist eines der letzten Refugien des stark gefährdeten endemischen Kubanischen Schlitzrüsslers. Er war vor 20–30 Millionen Jahren weit auf dem amerikanischen Kontinent verbreitet und gilt als lebendes Fossil. Zuletzt wurden dort im Jahr 2012 sieben gesunde Exemplare gefunden und eine Erholung der Population festgestellt.
Im Nationalpark finden sich zahlreiche endemische und meist sehr farbenprächtige Schneckenarten. Die Baumratte, der größte endemische Säuger Kubas, hat ebenfalls hier ihre Heimat. Der Kubanische Elfenbeinspecht, der früher in der Region vorkam, ist möglicherweise ausgestorben. Im Meer vor der Küste des Parks leben Karibik-Manatis.

## Forschung
Durch seine hohe Biodiversität und die zahlreichen endemischen Arten ist der Nationalpark prädestiniert für Forschungszwecke. Seine Erforschung ist längst nicht abgeschlossen und dauert bis heute an. Insbesondere auf dem Gebiet der Fauna werden von wissenschaftlichen Exkursionen regelmäßig neue Arten entdeckt.
Wissenschaftler der Universität von Havanna, der Friedrich-Schiller-Universität Jena sowie der Humboldt-Universität zu Berlin versuchen seit den 1970er Jahren, eine möglichst vollständige Bestandsaufnahme der Flora und Fauna des Nationalparks zu erarbeiten. 1993 übernahm der Botanische Garten Berlin-Dahlem den Berliner Forschungsteil.

## Tourismus

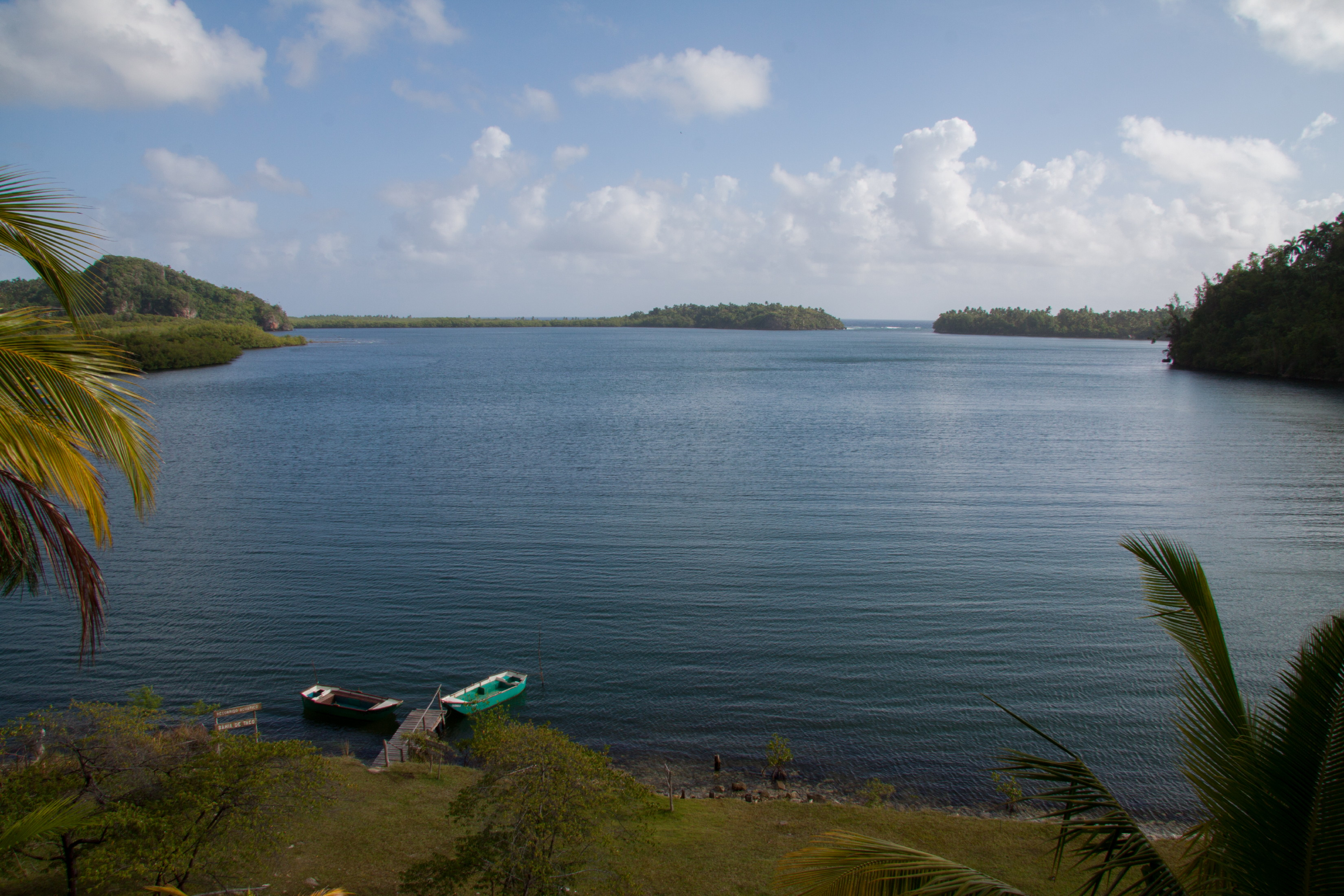
Bahía de Taco.

Obwohl die Priorität der Parkleitung bei der Wiederherstellung und dem Schutz von Ökosystemen und der wissenschaftlichen Forschungsarbeit liegt, wird der Ökotourismus gefördert. Dabei wird darauf geachtet, dass die empfindliche Umwelt des Nationalparks nicht beschädigt wird.
An der „Bahía de Taco“ (spanisch für: „Taco-Bucht“) liegt das Besucherzentrum des Nationalparks. Es ist über die in diesem Abschnitt unbefestigte Straße Moa – Baracoa zu erreichen und befindet sich etwa auf halbem Weg zwischen beiden Orten (34 km von Baracoa). In den mit Stroh gedeckten Hütten erhält der Besucher einen kurzen Überblick über das Schutzgebiet und kann geführte Touren durch den Park buchen, darunter eine Erkundung der Mangrovenwälder der Bucht mit einem Ruderboot. Bei einer Teilnahme an den Touren ist die Entrichtung einer Gebühr für den Nationalparkbesuch notwendig. Geführte Touren sind auch von Baracoa aus buchbar. Auf dem Gelände des Besucherzentrums befindet sich auch eine Büste des Namensgebers des Parks.